# Metal Warriors
Metal Warriors es un videojuego corre y dispara de acción y plataformas desarrollado por LucasArts y distribuido por Konami exclusivamente para la Super Nintendo Entertainment System en Norteamérica en abril de 1995. A menudo es confundido por muchos como una secuela directa de Cybernator, el cual fue creado por NCS Corp. y lanzado previamente en 1992 en la misma consola. Ambientado en el año 2102, donde el dictador Venkar Amon ha desatado una guerra contra el gobierno de la Tierra Unida durante tres años, los jugadores asumen el rol del teniente Stone del grupo titular que lucha por la libertad, controlando varios mechas en un último esfuerzo para derrocar a la fuerza militar «Dark Axis» de la Tierra. Su jugabilidad consiste principalmente de acción y disparos mezclados con exploración basada en misiones, utilizando una configuración principal de siete botones.
Metal Warriors fue creado por la mayor parte del mismo equipo que trabajó en Zombies Ate My Neighbors en LucasArts, incluyendo el diseñador Mike Ebert y el programador Dean Sharpe, y utiliza una versión mejorada del mismo motor de juego. El desarrollo del proyecto fue aprobado inmediatamente por Kelly Flock tras el lanzamiento de Zombies Ate My Neighbors en 1993 gracias a las reseñas positivas, y se inspiró en varias series de animé y videojuegos de mechas, en particular Cybernator. Originalmente, el juego fue planeado para ser distribuido por Nintendo como un título exclusivo en Navidad en medio de la era 3D antes de que la responsabilidad cayera en manos de Konami y, como resultado, produjera una cantidad limitada de copias en total.
Metal Warriors obtuvo una recepción positiva de los críticos durante su lanzamiento, quienes aclamaron varios aspectos del título, como su presentación, los gráficos, la jugabilidad y el multijugador, pero algunos tuvieron sentimientos encontrados con la dificultad, el diseño de sonido y la carencia de contraseñas para guardar el progreso. Otros también lo compararon con Cybernator por sus mecánicas similares. No obstante, se ha ganado un seguimiento de culto, además de ser llamado por publicaciones como IGN como uno de los mejores títulos para la Super Nintendo.

## Jugabilidad
Metal Warriors es un juego de acción y plataformas con elementos de corre y dispara similares a Cybernator, Front Mission: Gun Hazard y Metal Mech, donde los jugadores asumen el rol del teniente Stone del grupo titular para completar una serie de nueve misiones, en un intento de derrocar a las fuerzas de Dark Axis lideradas por el dictador Venkar Amon, y terminar una guerra de tres años contra la Tierra. Los jugadores podrán pilotear seis mechas diferentes, con cada uno disponiendo de sus propias armas cuerpo a cuerpo y una mecánica única, y podrán alternar entre ellos en un mismo nivel.
Los seis tipos de mechas diferentes son Nitro, Havoc, Prometheus, Spider, Ballistic y Drache. Cada mecha está equipado con una montura que les permite recolectar y utilizar potenciadores. Estos son el lanzamisiles, el lanzagranadas, el minador y el inversor de gravedad. Los jugadores también pueden recolectar varias mejoras para su arma principal, además de potenciadores de salud, que restauran instantáneamente a un mecha dañado en su totalidad. Tanto el arma principal como los potenciadores quedarán deshabilitados si el mecha sufre una cantidad importante de daño.
Los jugadores pueden abandonar su mecha en cualquier momento y explorar el escenario hasta encontrar otro, permitiéndoles continuar la partida incluso si su mecha ha sido destruido. Estando fuera del mecha, los jugadores controlan a Stone, quien está armado con una pistola que resultará inútil contra los enemigos mecánicos, excepto los soldados y los científicos carentes de armadura. Stone también posee un jetpack que le permitirá volar como Nitro pero más lento. Durante ciertos puntos del juego, los jugadores deberán eyectarse de su mecha para alternar entre diferentes unidades y activar interruptores para abrir compuertas. Stone también puede adentrarse en espacios pequeños y explorar sin atraer la atención de la mayoría de los enemigos, ya que algunos de ellos ignorarán a los marines sin mecha. Sin embargo, salir del mecha es extremadamente riesgoso, puesto que Stone puede morir instantáneamente en manos de un fuego enemigo poderoso, y los enemigos pueden robar su mecha para utilizarlo a su favor.
Una característica notable del juego es la falta de interfaz gráfica, ya que cada acción está representada visualmente. Todos los mechas muestran el daño progresivo al recibir fuego enemigo, mientras que Stone muestra cuántos puntos de vida le quedan tras recibir disparos de soldados enemigos. Los jugadores tienen una cantidad limitada de créditos para seguir jugando antes de recibir un game over. Antes de empezar una partida, los jugadores pueden ajustar algunas opciones en el menú, como el nombre del personaje principal, los controles para cada mecha, y desactivar las cinemáticas. Además de una campaña regular de un solo jugador, existe un modo batalla donde dos jugadores humanos deberán luchar entre sí para decidir al ganador.

## Trama
Metal Warriors toma lugar en el año 2102, donde el gobierno de la Tierra Unida se encuentra bajo asedio de la fuerza militar Dark Axis liderada por el dictador Venkar Amon, quien ha desatado una guerra contra ellos en los últimos tres años en la Tierra. No obstante, el grupo titular, equipado con trajes de combate robóticos, son las pocas personas restantes que defienden al planeta. Asumiendo el rol del teniente Stone, los jugadores lo controlarán a lo largo de una variedad de misiones que transcurren inicialmente en el espacio, y completarán objetivos, como rescatar a la agente Marissa de Axis 5 y capturar tanto una nave de suministros enemiga como un asteroide fuertemente vigilado; esta última misión resultará ser lo suficientemente exitosa para promover a Stone de teniente a capitán de su tripulación. Sin embargo, su reciente éxito atrajo rápidamente la atención de la armada Axis, quienes participan en un ataque a la nave principal del grupo que Stone y su tripulación deberán defender con las unidades Prometheus robadas.
Tras el reciente evento, se le encarga al grupo deshabilitar un cañón antiespacial ubicado en Alaska, para permitir el aterrizaje seguro para las operaciones aéreas que llevarían a la eliminación de las fuerzas Axis de la Tierra. Las misiones siguientes incluyen robar la máquina de vuelo experimental Drache de una instalación en la jungla de Chile, capturar instalaciones de minería subterránea de Axis, y obtener una llave de una torre de comunicación enemiga. Finalmente, el grupo llega al centro de comando de Axis, donde se rumorea que existe una superarma en construcción, con Stone y su tripulación liderando el asalto final. Una vez que Stone alcanza las profundidades del centro, se enfrenta a Venkar Amon y derrota a su superarma en una batalla entre mechas. Sin embargo, Amon intenta escapar con una unidad Nitro secuestrada, pero muere incinerado junto a su base. Stone logra escapar de la explosión de forma segura, pero su traje Nitro resulta dañado luego de un aterrizaje forzoso, marcando el final de Dark Axis y de la guerra.

## Desarrollo y lanzamiento
Metal Warriors fue desarrollado por la mayor parte del equipo liderado por Mike Ebert y Dean Sharpe que trabajó previamente en Zombies Ate My Neighbors en el estudio americano LucasArts. Ebert ha sido fan de series de animé de mechas como Gundam y Armored Trooper Votoms, cuya fascinación con dicho género finalmente lo llevaría a formar la revista enfocada en animé Animag: The Magazine of Japanese Animation antes de aventurarse en la industria de los videojuegos, e influenciaría en su decisión de crear un proyecto de un juego con temática de mechas. Kelly Flock de LucasArts aprobó inmediatamente el proyecto luego de que el proceso de desarrollo de Zombies Ate My Neighbors terminara sin complicaciones mayores y con la recepción positiva que obtuvo, con Ebert diciendo que quedó sorprendido por la decisión de la compañía.
Metal Warriors comparte el mismo motor de juego, escrito por el ex director técnico de Sega de América, Toshiyasu Morita, de Zombies Ate My Neighbors, pero modificado y mejorado desde su iteración previa, lo que permitió al proceso de creación ir más rápido y fluido. El artista Harrison Fong, quien trabajó previamente en la serie limitada Mecha de Dark Horse Comics, fue el responsable de diseñar muchos de los mechas y cinemáticas del juego, mientras que Sharpe y Tony Hsieh también fueron responsables del trabajo de programación del proyecto, además de los compositores David Warhol y Eric Swanson coescribiendo la banda sonora, entre otras personas colaborando en su desarrollo. También ha sido influenciado por varios juegos como Blaster Master, Super Mario World y, en particular, Cybernator. Ebert explicó en los últimos años que el equipo deseaba originalmente implementar un modo cooperativo con pantalla partida en Zombies Ate My Neighbors, pero resultó imposible, debido a que el motor no era lo suficientemente rápido en aquel entonces. Sin embargo, fueron capaces de lograrlo en este proyecto.
El juego fue presentado originalmente en Nintendo Power en su número de julio de 1994 bajo el título de Battledroids, el cual resultó difícil de utilizar por el hecho de ser parte de la terminología oficial de Star Wars de George Lucas. Se planeó en un principio que fuera distribuido por Nintendo, quien le pidió al equipo implementar varias funciones antes de su lanzamiento, pero Ebert dijo que, debido al lanzamiento de la PlayStation y la posterior caída del mercado 16-bit de los títulos de Super Nintendo, llevó a Nintendo a terminar todos los lanzamientos navideños próximos bajo su marca, incluyendo el juego, y algunas de las funciones que se pidieron fueron posteriormente descartadas. No obstante, había rumores de que Nintendo terminaría el acuerdo por las similitudes con el ya mencionado Cybernator. Su desarrollo fue rápidamente acelerado hasta su finalización, y los derechos de distribución fueron manejados por Konami, quien pidió que el juego fuese renombrado como Metal Warriors, y produjo una cantidad estimada de 50.000 copias en total, pero Sharpe ha dicho que el equipo estuvo feliz de haber llevado al juego a las estanterías, sin importar los sucesos.
Metal Warriors fue presentando al público por primera vez durante el Winter CES en 1995, antes de ser lanzado exclusivamente en Norteamérica en abril del mismo año. A menudo es confundido con una secuela directa de Cybernator por mucha gente, al poseer algunas similitudes con aquel juego, y ambos fueron distribuidos por Konami en occidente. Sharpe ha declarado que una versión para la Sega Genesis no habría sido posible sin su participación, debido a los muchos trucos de programación utilizados para correr el juego en la Super NES, antes de que la idea fuese descartada luego de que Nintendo se decidiera en lanzar el proyecto. Poco después de que Metal Warriors fuese distribuido en las tiendas, tanto Sharpe como Ebert abandonarían LucasArts por problemas internos que ocurrieron dentro de la compañía con la salida de Flock para formar su propio estudio, Big Ape Productions. Una conversión de Game Boy Advance se encontraba en desarrollo por el animador Leonard Robel en LucasArts sin participación del equipo original, pero jamás fue lanzada por conflictos internos.

## Recepción
Metal Warriors fue bien recibido desde su lanzamiento, ganando elogios por su diseño de niveles, sus gráficos, el modo batalla de dos jugadores, la diversa selección de mechas jugables, y la capacidad de abandonar un mecha propio. Game Informer dijo que esta última característica «añade un nuevo nivel de jugabilidad al juego, haciéndote pensar las misiones en dos niveles; a dónde puedo llevar a mi mecha y a dónde puedo llevar a mi piloto». Desde su lanzamiento inicial, ha ganado un seguimiento de culto. En 2011, IGN clasificó al título en su Top 100 juegos de SNES en el número 33, elogiando su originalidad y su modo versus de dos jugadores.
La mayoría de los críticos describieron la dificultad del juego como extremadamente desafiante sin resultar frustrante, aunque algunos se han quejado de la falta de sistema de contraseñas. VideoGames, quien fue muy vehemente sobre esta queja, añadió, sin embargo, que «Metal Warriors, aun así, es un juego al rojo vivo», y lo aplaudió por dar «mucha flexibilidad» en cómo los jugadores pueden explorar los escenarios y enfrentarse a los enemigos.
Algunos críticos señalaron que Metal Warriors es similar a juegos previos, aunque esto típicamente no ha empeorado sus opiniones de él. Los cuatro analistas de Electronic Gaming Monthly, por ejemplo, han reconocido que el juego es muy similar a Cybernator, pero lo han juzgado como un excelente juego, gracias a sus poderosos desafíos y controles simples. GamePro, igualmente, llamó al juego «un nuevo y mejorado Cybernator», aclamando sus gráficos detallados y limpios, su variedad de equipamiento, y la diversión de explotar a los enemigos en general. Next Generation declaró que «no existe una idea original en la cabeza de Metal Warriors, pero está bien hecho por lo que es».